# Campionat del Món de bàsquet masculí
El Campionat del Món de basquetbol, (oficialment FIBA World Championship), és la màxima competició mundial de bàsquet, juntament amb els Jocs Olímpics, per a seleccions estatals.
La competició és organitzada per la FIBA i es disputa cada quatre anys des de 1950.

## Història

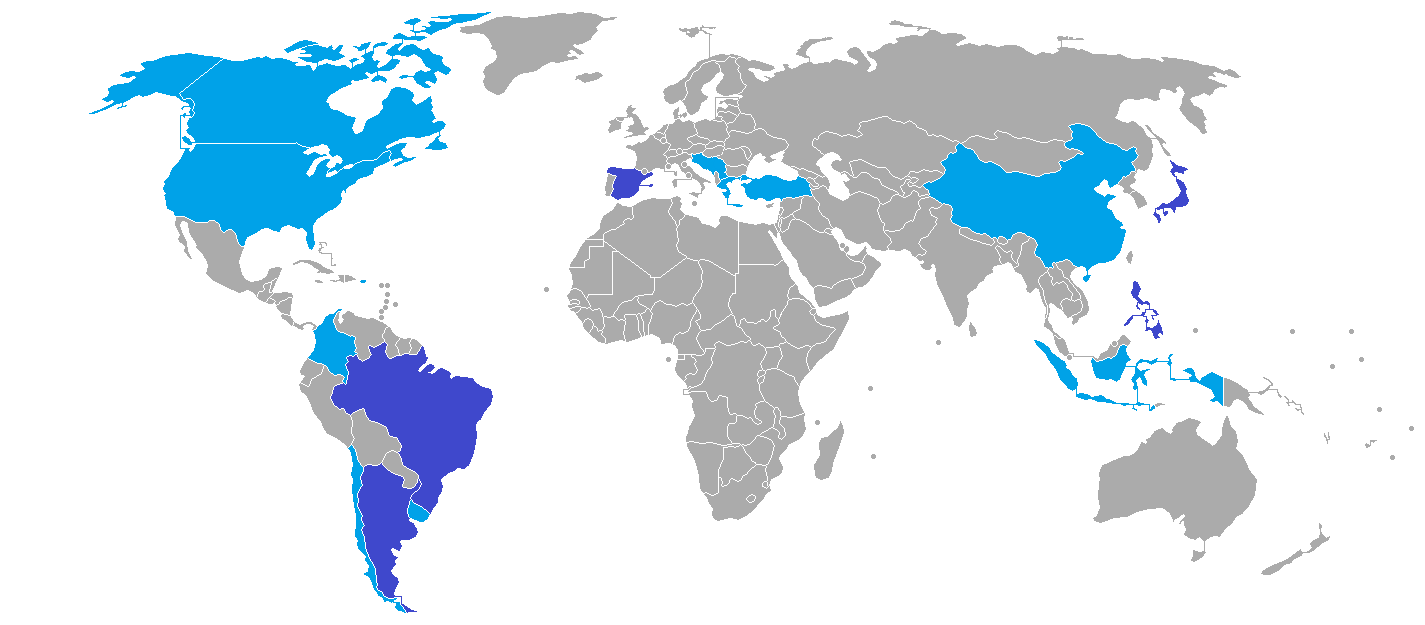
Mapa amb els països que has estat seu del mundial (fins 2023). Blau fosc: dos cops; blau cel: un cop.

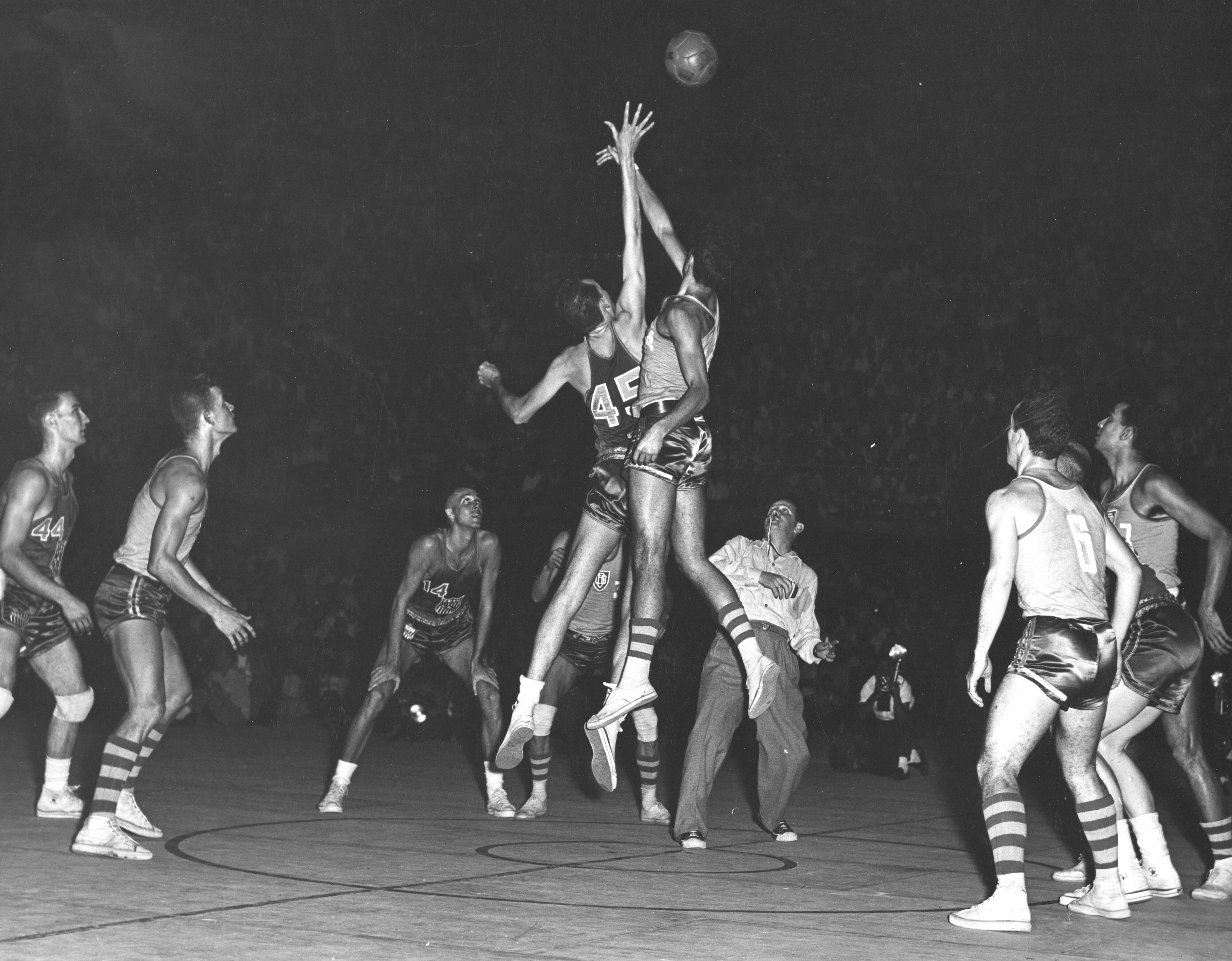
Partit entre els Estats Units i el Brasil al Mundial de 1954.

La Copa del Món de Bàsquet FIBA va ser concebuda en una reunió del Congrés Mundial FIBA als Jocs Olímpics d'estiu de 1948 a Londres. El secretari general de la FIBA, Renato William Jones, va instar a la FIBA a adoptar un Campionat del Món, similar a la Copa del Món de la FIFA, que se celebraria cada quatre anys entre Olimpíades. El Congrés FIBA, veient l'èxit que tenia el torneig olímpic amb 23 equips aquell any, va acceptar la proposta, començant amb un torneig el 1950. Argentina va ser seleccionada com a amfitrió, en gran part perquè era l'únic país disposat a assumir la tasca. L'Argentina va aprofitar el fet de ser la selecció amfitriona per guanyar tots els seus partits en el camí de convertir-se en el primer campió del món.
Els primers cinc tornejos es van celebrar a Amèrica del Sud, i els equips d'Amèrica van dominar el torneig, guanyant vuit de les nou medalles als tres primers tornejos. El 1963, però, els equips d'Europa de l'Est i el sud-est d'Europa, la Unió Soviètica i Iugoslàvia en particular, van començar a atrapar als equips del continent americà. Entre 1963 i 1990, el torneig va ser dominat pels Estats Units, la Unió Soviètica, Iugoslàvia i el Brasil, que junts van acumular totes les medalles del torneig.
El Campionat del Món FIBA de 1994 celebrat a Toronto va marcar l'inici d'una nova era, ja que els jugadors de l'NBA nord-americans en actiu van participar en el torneig per primera vegada (abans només podien participar professionals europeus i sud-americans, ja que encara eren considerats jugadors amateurs), mentre que la Unió Soviètica i Iugoslàvia es divideixen en molts estats nous. Els Estats Units van dominar aquell any i van guanyar l'or, mentre que els antics estats de l'URSS i Iugoslàvia, Rússia i Croàcia van guanyar la plata i el bronze. El Campionat del Món FIBA de 1998, celebrat a Grècia (Atenes i El Pireu), va perdre part de la seva brillantor quan el tancament de l'NBA de 1998–99 va impedir la participació dels jugadors de l'NBA. El nou equip iugoslau, format ara per les antigues repúbliques iugoslaves de Sèrbia i Montenegro, va guanyar la medalla d'or sobre Rússia, mentre que els Estats Units, amb jugadors professionals de bàsquet jugant a Europa i dos jugadors universitaris, van quedar tercers.
El 2002, altres nacions van començar a destacar. La República Federal de Iugoslàvia, dirigida per Peja Stojaković dels Sacramento Kings i Dejan Bodiroga del FC Barcelona, va guanyar a l'últim partit a l'Argentina, mentre que Dirk Nowitzki, que va ser el MVP del torneig, va portar Alemanya al bronze, la seva primera medalla del Mundial. Mentrestant, l'equip dels Estats Units, aquest cop format per jugadors de l'NBA, va lluitar per aconseguir el sisè lloc. Aquesta nova era de paritat va convèncer la FIBA d'ampliar el torneig a 24 equips per a les edicions de 2006, 2010 i 2014 del torneig.
El 2006, la potència emergent espanyola va vèncer a Grècia en la primera aparició a la final dels dos equips. Espanya es va convertir en el setè equip a aconseguir l'or del Campionat del Món. Els Estats Units, que van perdre contra Grècia en una semifinal, van guanyar contra l'Argentina en el partit per la tercera posició i van aconseguir el bronze.
A la final del Campionat del Món FIBA de 2010, els Estats Units van derrotar Turquia i van guanyar l'or per primera vegada en 16 anys, mentre que Lituània va guanyar Sèrbia i va guanyar el bronze. La següent edició, els Estats Units es van convertir en el tercer país a defensar el campionat, guanyant contra Sèrbia a l'edició del 2014 del torneig. França va vèncer Lituània en el partit per la medalla de bronze.
Després de l'edició de 2014, la FIBA va instituir canvis significatius a la Copa del Món. La competició final es va ampliar de 24 a 32 equips. A més, per primera vegada des de 1967, la competició ja no es solaparia amb la Copa del Món de la FIFA. Per adaptar-se a aquest canvi, la Copa del Món FIBA 2014 va ser seguida d'una edició de 2019 a la Xina, seguida d'una edició el 2023 a les Filipines, Japó i Indonèsia, i el torneig de 2027 a Qatar, la primera Copa del Món a celebrar al món àrab.

## Historial
| En negreta = Selecció campiona (prò.) = Pròrroga |

| I     | 1950 Detalls | · Argentina      | lligueta     | · Estats Units   | · Xile           | lligueta       | · Brasil               | Argentina                  |
| II    | 1954 Detalls | · Estats Units   | lligueta     | · Brasil         | · Filipines      | lligueta       | · França               | Brasil                     |
| III   | 1959 Detalls | · Brasil         | lligueta     | · Estats Units   | · Xile           | lligueta       | · República de la Xina | Xile                       |
| IV    | 1963 Detalls | · Brasil         | lligueta     | · Iugoslàvia     | · Unió Soviètica | lligueta       | · Estats Units         | Brasil                     |
| V     | 1967 Detalls | · Unió Soviètica | lligueta     | · Iugoslàvia     | · Brasil         | lligueta       | · Estats Units         | Uruguai                    |
| VI    | 1970 Detalls | · Iugoslàvia     | lligueta     | · Brasil         | · Unió Soviètica | lligueta       | · Itàlia               | Iugoslàvia                 |
| VII   | 1974 Detalls | · Unió Soviètica | lligueta     | · Iugoslàvia     | · Estats Units   | lligueta       | · Cuba                 | Puerto Rico                |
| VIII  | 1978 Detalls | · Iugoslàvia     | 82–81 (prò.) | · Unió Soviètica | · Brasil         | 86–85          | · Itàlia               | Filipines                  |
| IX    | 1982 Detalls | · Unió Soviètica | 95–94        | · Estats Units   | · Iugoslàvia     | 119–117        | · Espanya              | Colòmbia                   |
| X     | 1986 Detalls | · Estats Units   | 87–85        | · Unió Soviètica | · Iugoslàvia     | 117–91         | · Brasil               | Espanya                    |
| XI    | 1990 Detalls | · Iugoslàvia     | 92–75        | · Unió Soviètica | · Estats Units   | 107–105 (prò.) | · Puerto Rico          | Argentina                  |
| XII   | 1994 Detalls | · Estats Units   | 137–91       | · Rússia         | · Croàcia        | 78–60          | · Grècia               | Canadà                     |
| XIII  | 1998 Detalls | · RF Iugoslàvia  | 64–62        | · Rússia         | · Estats Units   | 84–61          | · Grècia               | Grècia                     |
| XIV   | 2002 Detalls | · RF Iugoslàvia  | 84–77 (prò.) | · Argentina      | · Alemanya       | 117–94         | · Nova Zelanda         | Estats Units               |
| XV    | 2006 Detalls | · Espanya        | 70–47        | · Grècia         | · Estats Units   | 96–81          | · Argentina            | Japó                       |
| XVI   | 2010 Detalls | · Estats Units   | 81–64        | · Turquia        | · Lituània       | 99–88          | · Sèrbia               | Turquia                    |
| XVII  | 2014 Detalls | · Estats Units   | 129–92       | · Sèrbia         | · França         | 95–93          | · Lituània             | Espanya                    |
| XVIII | 2019 Detalls | · Espanya        | 95–75        | · Argentina      | · França         | 67–59          | · Austràlia            | Xina                       |
| XIX   | 2023 Detalls | · Alemanya       | 83-77        | · Sèrbia         | · Canadà         | 127-118 (prò.) | · Estats Units         | Filipines, Japó, Indonèsia |
| XX    | 2027 Detalls |                  |              |                  |                  |                |                        | Qatar                      |

## Medaller
| En cursiva = Seleccions desaparegudes Dades actualitzades el febrer 2024 |

| Posició | País           | Or | Argent | Bronze | Total |
| 1       | Estats Units   | 5  | 3      | 4      | 12    |
| 2       | Iugoslàvia     | 5  | 3      | 2      | 10    |
| 3       | Unió Soviètica | 3  | 3      | 2      | 8     |
| 4       | Brasil         | 2  | 2      | 2      | 6     |
| 5       | Sèrbia         | 2  | 2      | 0      | 4     |
| 6       | Espanya        | 2  | 0      | 0      | 2     |
| 7       | Argentina      | 1  | 2      | 0      | 3     |
| 8       | Alemanya       | 1  | 0      | 1      | 2     |
| 9       | Rússia         | 0  | 2      | 0      | 2     |
| 10      | Grècia         | 0  | 1      | 0      | 1     |
| 10      | Turquia        | 0  | 1      | 0      | 1     |
| 12      | Xile           | 0  | 0      | 2      | 2     |
| 12      | França         | 0  | 0      | 2      | 2     |
| 14      | Croàcia        | 0  | 0      | 1      | 1     |
| 14      | Lituània       | 0  | 0      | 1      | 1     |
| 14      | Filipines      | 0  | 0      | 1      | 1     |
| 14      | Canadà         | 0  | 0      | 1      | 1     |
| Total   | Total          | 19 | 19     | 19     | 59    |

1. ↑  La FIBA reconeix la selecció de bàsquet de Sèrbia hereva de les seleccions de la República Federal de Iugoslàvia i la posterior Sèrbia i Montenegro, no així de la República Federal Socialista de Iugoslàvia.
2. ↑  La FIBA reconeix la selecció de bàsquet de Sèrbia hereva de les seleccions de la República Federal de Iugoslàvia i la posterior Sèrbia i Montenegro, no així de la República Federal Socialista de Iugoslàvia.

## Posició per edició
|                                         | Arg 1950                  | Bra 1954                  | Xil 1959                  | Bra 1963                  | Uru 1967                  | Iug 1970                  | PRi 1974                  | Fil 1978                  | Col 1982                  | Esp 1986                  | Arg 1990                  | Can 1994                  | Gre 1998                  | EUA 2002                  | Jap 2006                  | Tur 2010                  | Esp 2014                  | Xin 2019                  | Ind Jap Fil 2023          | Tot | Top 16 | Top 8 | Top 4 | Top 2 | Top 1 |
| Participants                            | 10                        | 12                        | 13                        | 13                        | 13                        | 13                        | 14                        | 14                        | 13                        | 24                        | 16                        | 16                        | 16                        | 16                        | 24                        |                           |                           | 32                        | 32                        | Tot | Top 16 | Top 8 | Top 4 | Top 2 | Top 1 |
| --------------------------------------- | ------------------------- | ------------------------- | ------------------------- | ------------------------- | ------------------------- | ------------------------- | ------------------------- | ------------------------- | ------------------------- | ------------------------- | ------------------------- | ------------------------- | ------------------------- | ------------------------- | ------------------------- | ------------------------- | ------------------------- | ------------------------- | ------------------------- | --- | ------ | ----- | ----- | ----- | ----- |
| Iugoslàvia                              | 10a                       | 11a                       |                           | 2a                        | 2a                        | 1a                        | 2a                        | 1a                        | 3a                        | 3a                        | 1a                        |                           | 1a                        | 1a                        | Avui 7 estats             | Avui 7 estats             | Avui 7 estats             | Avui 7 estats             | Avui 7 estats             | 16  | 16     | 13    | 12    | 9     | 5     |
| Estats Units                            | 2a                        | 1a                        | 2a                        | 4a                        | 4a                        | 5a                        | 3a                        | 5a                        | 2a                        | 1a                        | 3a                        | 1a                        | 3a                        | 6a                        | 3a                        | 1a                        | 1a                        | 7a                        | 4a                        | 19  | 19     | 19    | 15    | 8     | 5     |
| Unió Soviètica                          |                           |                           | 6a                        | 3a                        | 1a                        | 3a                        | 1a                        | 2a                        | 1a                        | 2a                        | 2a                        | Avui 15 repúbliques       | Avui 15 repúbliques       | Avui 15 repúbliques       | Avui 15 repúbliques       | Avui 15 repúbliques       | Avui 15 repúbliques       | Avui 15 repúbliques       | Avui 15 repúbliques       | 9   | 9      | 9     | 8     | 6     | 3     |
| Brasil                                  | 4a                        | 2a                        | 1a                        | 1a                        | 3a                        | 2a                        | 6a                        | 3a                        | 8a                        | 4a                        | 5a                        | 11a                       | 10a                       | 8a                        | 19a                       | 9a                        | 6a                        | 13a                       | 13a                       | 19  | 18     | 13    | 8     | 4     | 2     |
| Espanya                                 | 9a                        |                           |                           |                           |                           |                           | 5a                        |                           | 4a                        | 5a                        | 10a                       | 10a                       | 5a                        | 5a                        | 1a                        | 6a                        | 5a                        | 1a                        | 9a                        | 13  | 13     | 9     | 3     | 2     | 2     |
| Argentina                               | 1a                        |                           | 10a                       | 8a                        | 6a                        |                           | 11a                       |                           |                           | 12a                       | 8a                        | 9a                        | 8a                        | 2a                        | 4a                        | 5a                        | 11a                       | 2a                        |                           | 13  | 13     | 9     | 4     | 3     | 1     |
| Alemanya (RFA 1986)                     |                           |                           |                           |                           |                           |                           |                           |                           |                           | 16a                       |                           | 12a                       |                           | 3a                        | 8a                        | 17a                       |                           | 18a                       | 1a                        | 7   | 5      | 3     | 2     | 1     | 1     |
| Sèrbia (i Montenegro 2016)              | Part de Iugoslàvia        | Part de Iugoslàvia        | Part de Iugoslàvia        | Part de Iugoslàvia        | Part de Iugoslàvia        | Part de Iugoslàvia        | Part de Iugoslàvia        | Part de Iugoslàvia        | Part de Iugoslàvia        | Part de Iugoslàvia        | Part de Iugoslàvia        | Part de Iugoslàvia        | Part de Iugoslàvia        | Part de Iugoslàvia        | 9a                        | 4a                        | 2a                        | 5a                        | 2a                        | 5   | 5      | 4     | 3     | 2     |       |
| Rússia                                  | Part de la Unió Soviètica | Part de la Unió Soviètica | Part de la Unió Soviètica | Part de la Unió Soviètica | Part de la Unió Soviètica | Part de la Unió Soviètica | Part de la Unió Soviètica | Part de la Unió Soviètica | Part de la Unió Soviètica | Part de la Unió Soviètica | Part de la Unió Soviètica | 2a                        | 2a                        | 10a                       |                           | 7a                        |                           | 12a                       |                           | 5   | 5      | 3     | 2     | 2     |       |
| Grècia                                  |                           |                           |                           |                           |                           |                           |                           |                           |                           | 10a                       | 6a                        | 4a                        | 4a                        |                           | 2a                        | 11a                       | 9a                        | 11a                       | 15a                       | 9   | 9      | 4     | 3     | 1     |       |
| Turquia                                 |                           |                           |                           |                           |                           |                           |                           |                           |                           |                           |                           |                           |                           | 9a                        | 6a                        | 2a                        | 8a                        | 22a                       |                           | 5   | 4      | 3     | 1     | 1     |       |
| França                                  | 6a                        | 4a                        |                           | 5a                        |                           |                           |                           |                           |                           | 13a                       |                           |                           |                           |                           | 5a                        | 13a                       | 3a                        | 3a                        | 18a                       | 9   | 8      | 6     | 3     |       |       |
| Itàlia                                  |                           |                           |                           | 7a                        | 9a                        | 4a                        |                           | 4a                        |                           | 6a                        | 9a                        |                           | 6a                        |                           | 9a                        |                           |                           | 10a                       | 8a                        | 10  | 10     | 6     | 2     |       |       |
| Lituània                                | Part de la Unió Soviètica | Part de la Unió Soviètica | Part de la Unió Soviètica | Part de la Unió Soviètica | Part de la Unió Soviètica | Part de la Unió Soviètica | Part de la Unió Soviètica | Part de la Unió Soviètica | Part de la Unió Soviètica | Part de la Unió Soviètica | Part de la Unió Soviètica |                           | 7a                        |                           | 7a                        | 3a                        | 4a                        | 9a                        | 6a                        | 6   | 6      | 5     | 2     |       |       |
| Xile                                    | 3a                        | 10a                       | 3a                        |                           |                           |                           |                           |                           |                           |                           |                           |                           |                           |                           |                           |                           |                           |                           |                           | 3   | 3      | 2     | 2     |       |       |
| Canadà                                  |                           | 7a                        | 12a                       | 11a                       |                           | 10a                       | 8a                        | 6a                        | 6a                        | 8a                        | 11a                       | 7a                        | 12a                       | 13a                       |                           | 22a                       |                           | 21a                       | 3a                        | 14  | 12     | 6     | 1     |       |       |
| Puerto Rico                             |                           |                           | 5a                        | 6a                        | 12a                       |                           | 7a                        | 10a                       |                           | 15a                       | 4a                        | 6a                        | 11a                       | 7a                        | 17a                       | 18a                       | 19a                       | 15a                       | 12a                       | 14  | 11     | 6     | 1     |       |       |
| Austràlia                               |                           |                           |                           |                           |                           | 12a                       | 12a                       | 7a                        | 5a                        | 17a                       | 7a                        | 5a                        | 9a                        |                           | 13a                       | 11a                       | 12a                       | 4a                        | 10a                       | 13  | 13     | 5     | 1     |       |       |
| Filipines                               |                           | 3a                        | 8a                        |                           |                           |                           | 13a                       | 8a                        |                           |                           |                           |                           |                           |                           |                           |                           | 21a                       | 32a                       | 24a                       | 7   | 4      | 3     | 1     |       |       |
| Cuba                                    |                           |                           |                           |                           |                           | 8a                        | 4a                        |                           |                           | 11a                       |                           | 15a                       |                           |                           |                           |                           |                           |                           |                           | 4   | 4      | 2     | 1     |       |       |
| Taiwan (Formosa 1954 1959)              |                           | 5a                        | 4a                        |                           |                           |                           |                           |                           |                           |                           |                           |                           |                           |                           |                           |                           |                           |                           |                           | 2   | 2      | 2     | 1     |       |       |
| Nova Zelanda                            |                           |                           |                           |                           |                           |                           |                           |                           |                           | 21a                       |                           |                           |                           | 4a                        | 16a                       | 12a                       | 15a                       | 19a                       | 22a                       | 7   | 4      | 1     | 1     |       |       |
| Croàcia                                 | Part de Iugoslàvia        | Part de Iugoslàvia        | Part de Iugoslàvia        | Part de Iugoslàvia        | Part de Iugoslàvia        | Part de Iugoslàvia        | Part de Iugoslàvia        | Part de Iugoslàvia        | Part de Iugoslàvia        | Part de Iugoslàvia        | Part de Iugoslàvia        | 3a                        |                           |                           |                           | 14a                       | 10a                       |                           |                           | 3   | 3      | 1     | 1     |       |       |
| Uruguai                                 |                           | 6a                        | 9a                        | 10a                       | 7a                        | 7a                        |                           |                           | 11a                       | 13a                       |                           |                           |                           |                           |                           |                           |                           |                           |                           | 7   | 7      | 3     |       |       |       |
| Eslovènia                               | Part de Iugoslàvia        | Part de Iugoslàvia        | Part de Iugoslàvia        | Part de Iugoslàvia        | Part de Iugoslàvia        | Part de Iugoslàvia        | Part de Iugoslàvia        | Part de Iugoslàvia        | Part de Iugoslàvia        | Part de Iugoslàvia        | Part de Iugoslàvia        | Part de Iugoslàvia        |                           |                           |                           | 9a                        | 8a                        | 7a                        | 7a                        | 4   | 4      | 3     |       |       |       |
| Polònia                                 |                           |                           |                           |                           | 5a                        |                           |                           |                           |                           |                           |                           |                           |                           |                           |                           |                           |                           | 8a                        |                           | 2   | 2      | 2     |       |       |       |
| Xina                                    |                           |                           |                           |                           |                           |                           |                           | 11a                       | 12a                       | 9a                        | 15a                       | 8a                        |                           | 12a                       | 15a                       | 16a                       |                           | 24a                       | 29a                       | 10  | 8      | 1     |       |       |       |
| Egipte (República Àrab Unida 1959 1970) | 5a                        |                           | 11a                       |                           |                           | 13a                       |                           |                           |                           |                           | 14a                       | 14a                       |                           |                           |                           |                           | 24a                       |                           | 20a                       | 7   | 5      | 1     |       |       |       |
| Mèxic                                   |                           |                           | 13a                       | 9a                        | 8a                        |                           | 9a                        |                           |                           |                           |                           |                           |                           |                           |                           |                           | 14a                       |                           | 25a                       | 6   | 5      | 1     |       |       |       |
| Perú                                    | 7a                        | 12a                       |                           | 12a                       | 10a                       |                           |                           |                           |                           |                           |                           |                           |                           |                           |                           |                           |                           |                           |                           | 4   | 4      | 1     |       |       |       |
| Txecoslovàquia                          |                           |                           |                           |                           |                           | 6a                        | 10a                       | 9a                        | 10a                       |                           |                           | Avui Txèquia i Eslovàquia | Avui Txèquia i Eslovàquia | Avui Txèquia i Eslovàquia | Avui Txèquia i Eslovàquia | Avui Txèquia i Eslovàquia | Avui Txèquia i Eslovàquia | Avui Txèquia i Eslovàquia | Avui Txèquia i Eslovàquia | 4   | 4      | 1     |       |       |       |
| Israel                                  |                           | 8a                        |                           |                           |                           |                           |                           |                           |                           | 7a                        |                           |                           |                           |                           |                           |                           |                           |                           |                           | 2   | 2      | 1     |       |       |       |
| Equador                                 | 8a                        |                           |                           |                           |                           |                           |                           |                           |                           |                           |                           |                           |                           |                           |                           |                           |                           |                           |                           | 1   | 1      | 1     |       |       |       |
| Bulgària                                |                           |                           | 7a                        |                           |                           |                           |                           |                           |                           |                           |                           |                           |                           |                           |                           |                           |                           |                           |                           | 1   | 1      | 1     |       |       |       |
| Colòmbia                                |                           |                           |                           |                           |                           |                           |                           |                           | 7a                        |                           |                           |                           |                           |                           |                           |                           |                           |                           |                           | 1   | 1      | 1     |       |       |       |
| República Txeca                         | Part de Txecoslovàquia    | Part de Txecoslovàquia    | Part de Txecoslovàquia    | Part de Txecoslovàquia    | Part de Txecoslovàquia    | Part de Txecoslovàquia    | Part de Txecoslovàquia    | Part de Txecoslovàquia    | Part de Txecoslovàquia    | Part de Txecoslovàquia    | Part de Txecoslovàquia    |                           |                           |                           |                           |                           |                           | 6a                        |                           | 1   | 1      | 1     |       |       |       |
| Letònia                                 | Part de la Unió Soviètica | Part de la Unió Soviètica | Part de la Unió Soviètica | Part de la Unió Soviètica | Part de la Unió Soviètica | Part de la Unió Soviètica | Part de la Unió Soviètica | Part de la Unió Soviètica | Part de la Unió Soviètica | Part de la Unió Soviètica | Part de la Unió Soviètica |                           |                           |                           |                           |                           |                           |                           | 5a                        | 1   | 1      | 1     |       |       |       |
| Angola                                  | Part de Portugal          | Part de Portugal          | Part de Portugal          | Part de Portugal          | Part de Portugal          | Part de Portugal          | Part de Portugal          |                           |                           | 20a                       | 13a                       | 16a                       |                           | 11a                       | 10a                       | 15a                       | 17a                       | 27a                       |                           | 9   | 5      |       |       |       |       |
| Corea del Sud                           |                           |                           |                           |                           |                           | 11a                       |                           | 13a                       |                           | 22a                       | 16a                       | 13a                       | 16a                       |                           |                           |                           | 23a                       | 26a                       |                           | 8   | 5      |       |       |       |       |
| República Dominicana                    |                           |                           |                           |                           |                           |                           |                           | 12a                       |                           |                           |                           |                           |                           |                           |                           |                           | 16a                       | 16a                       | 14a                       | 4   | 4      |       |       |       |       |
| Japó                                    |                           |                           |                           | 13a                       | 11a                       |                           |                           |                           |                           |                           |                           |                           | 14a                       |                           | 20a                       |                           |                           | 31a                       | 19a                       | 6   | 3      |       |       |       |       |
| Senegal                                 | Part de França            | Part de França            | Part de França            |                           |                           |                           |                           | 14a                       |                           |                           |                           |                           | 15a                       |                           | 22a                       |                           | 16a                       | 30a                       |                           | 5   | 3      |       |       |       |       |
| Veneçuela                               |                           |                           |                           |                           |                           |                           |                           |                           |                           |                           | 11a                       |                           |                           | 14a                       | 21a                       |                           |                           | 14a                       | 30a                       | 5   | 3      |       |       |       |       |
| Panamà                                  |                           |                           |                           |                           |                           | 9a                        |                           |                           | 9a                        | 19a                       |                           |                           |                           |                           | 23a                       |                           |                           |                           |                           | 4   | 2      |       |       |       |       |
| Níger                                   | Part de França            | Part de França            | Part de França            |                           |                           |                           |                           |                           |                           |                           |                           |                           | 13a                       |                           | 14a                       |                           |                           | 17a                       |                           | 3   | 2      |       |       |       |       |
| Paraguai                                |                           | 9a                        |                           |                           | 13a                       |                           |                           |                           |                           |                           |                           |                           |                           |                           |                           |                           |                           |                           |                           | 2   | 2      |       |       |       |       |
| Costa d'Ivori                           | Part de França            | Part de França            | Part de França            |                           |                           |                           |                           |                           | 13a                       | 23a                       |                           |                           |                           |                           |                           | 20a                       |                           | 29a                       | 27a                       | 5   | 1      |       |       |       |       |
| Líban                                   |                           |                           |                           |                           |                           |                           |                           |                           |                           |                           |                           |                           |                           | 16a                       | 18a                       | 21a                       |                           |                           | 23a                       | 4   | 1      |       |       |       |       |
| Montenegro                              | Part de Iugoslàvia        | Part de Iugoslàvia        | Part de Iugoslàvia        | Part de Iugoslàvia        | Part de Iugoslàvia        | Part de Iugoslàvia        | Part de Iugoslàvia        | Part de Iugoslàvia        | Part de Iugoslàvia        | Part de Iugoslàvia        | Part de Iugoslàvia        | Part de Iugoslàvia        | Part de Iugoslàvia        | Part de Iugoslàvia        | Part de Sèrbia            |                           |                           | 25a                       | 11a                       | 2   | 1      |       |       |       |       |
| República Centreafricana                | Part de França            | Part de França            | Part de França            |                           |                           |                           | 14a                       |                           |                           |                           |                           |                           |                           |                           |                           |                           |                           |                           |                           | 1   | 1      |       |       |       |       |
| Algèria                                 | Part de França            | Part de França            | Part de França            |                           |                           |                           |                           |                           |                           |                           |                           |                           |                           | 15a                       |                           |                           |                           |                           |                           | 1   | 1      |       |       |       |       |
| Països Baixos                           |                           |                           |                           |                           |                           |                           |                           |                           |                           | 14a                       |                           |                           |                           |                           |                           |                           |                           |                           |                           | 1   | 1      |       |       |       |       |
| Geòrgia                                 | Part de la Unió Soviètica | Part de la Unió Soviètica | Part de la Unió Soviètica | Part de la Unió Soviètica | Part de la Unió Soviètica | Part de la Unió Soviètica | Part de la Unió Soviètica | Part de la Unió Soviètica | Part de la Unió Soviètica | Part de la Unió Soviètica | Part de la Unió Soviètica |                           |                           |                           |                           |                           |                           |                           | 16a                       | 1   | 1      |       |       |       |       |
| Iran                                    |                           |                           |                           |                           |                           |                           |                           |                           |                           |                           |                           |                           |                           |                           |                           | 19a                       | 20a                       | 23a                       | 31a                       | 4   |        |       |       |       |       |
| Jordània                                |                           |                           |                           |                           |                           |                           |                           |                           |                           |                           |                           |                           |                           |                           |                           | 23a                       |                           | 28a                       | 32a                       | 3   |        |       |       |       |       |
| Tunísia                                 | Part de França            | Part de França            |                           |                           |                           |                           |                           |                           |                           |                           |                           |                           |                           |                           |                           | 24a                       |                           | 24a                       |                           | 2   |        |       |       |       |       |
| Finlàndia                               |                           |                           |                           |                           |                           |                           |                           |                           |                           |                           |                           |                           |                           |                           |                           |                           | 22a                       |                           | 21a                       | 2   |        |       |       |       |       |
| Malàisia                                |                           |                           |                           |                           |                           |                           |                           |                           |                           | 24a                       |                           |                           |                           |                           |                           |                           |                           |                           |                           | 1   |        |       |       |       |       |
| Qatar                                   |                           |                           |                           |                           |                           |                           |                           |                           |                           |                           |                           |                           |                           |                           | 24a                       |                           |                           |                           |                           | 1   |        |       |       |       |       |
| Ucraïna                                 | Part de la Unió Soviètica | Part de la Unió Soviètica | Part de la Unió Soviètica | Part de la Unió Soviètica | Part de la Unió Soviètica | Part de la Unió Soviètica | Part de la Unió Soviètica | Part de la Unió Soviètica | Part de la Unió Soviètica | Part de la Unió Soviètica | Part de la Unió Soviètica |                           |                           |                           |                           |                           | 18a                       |                           |                           | 1   |        |       |       |       |       |
| Sudan del Sud                           | Part de Sudan             | Part de Sudan             | Part de Sudan             | Part de Sudan             | Part de Sudan             | Part de Sudan             | Part de Sudan             | Part de Sudan             | Part de Sudan             | Part de Sudan             | Part de Sudan             | Part de Sudan             | Part de Sudan             | Part de Sudan             | Part de Sudan             | Part de Sudan             |                           |                           | 17a                       | 1   |        |       |       |       |       |
| Indonèsia                               |                           |                           |                           |                           |                           |                           |                           |                           |                           |                           |                           |                           |                           |                           |                           |                           |                           |                           | 26a                       | 1   |        |       |       |       |       |
| Cap Verd                                | Part de Portugal          | Part de Portugal          | Part de Portugal          | Part de Portugal          | Part de Portugal          | Part de Portugal          | Part de Portugal          |                           |                           |                           |                           |                           |                           |                           |                           |                           |                           |                           | 28a                       | 1   |        |       |       |       |       |

## Jugadors més valuosos
Els guanyador anteriors al 1994 no són reconeguts per la FIBA.
| Any  | Nom                |
| ---- | ------------------ |
| 1950 | Oscar Furlong      |
| 1954 | Kirby Minter       |
| 1959 | Amaury Pasos       |
| 1963 | Wlamir Marques     |
| 1967 | Ivo Daneu          |
| 1970 | Serguei Belov      |
| 1974 | Dragan Kićanović   |
| 1978 | Dražen Dalipagić   |
| 1982 | Glenn "doc" Rivers |
| 1986 | Dražen Petrović    |
| 1990 | Toni Kukoč         |
| 1994 | Shaquille O'Neal   |
| 1998 | Dejan Bodiroga     |
| 2002 | Dirk Nowitzki      |
| 2006 | Pau Gasol          |
| 2010 | Kevin Durant       |
| 2014 | Kyrie Irving       |
| 2019 | Ricky Rubio        |
| 2023 | Dennis Schroder    |